# Cratere Choyr
Choyr  è un cratere sulla superficie di Marte.